# تور دوچرخه‌سواری میلان–سانرمو
تور دوچرخه‌سواری میلان–سانرمو (انگلیسی: Milan–San Remo) یک تور دوچرخه‌سواری جاده در ایتالیا است.
این تور که از سال ۱۹۰۷ هر سال برگزار می‌شود از شهر میلان آغاز و در شهر سانرمو به پایان می‌رسد. ادی مرکس موفق‌ترین دوچرخه سوار با هفت پیروزی از کشور بلژیک است.

## قهرمانی بر پایه کشور
| قهرمانی | کشور                                        |
| ------- | ------------------------------------------- |
| ۵۰      | ایتالیا                                     |
| ۲۲      | بلژیک                                       |
| ۱۳      | فرانسه                                      |
| ۷       | آلمان                                       |
| ۵       | اسپانیا                                     |
| ۳       | هلند                                        |
| ۲       | استرالیا · جمهوری ایرلند · بریتانیا · سوئیس |
| ۱       | نروژ                                        |
| ۱       | اسلوونی                                     |